# Eugene Koonin
Eugene Viktorovich Koonin (en ruso: Евге́ний Ви́кторович Ку́нин; nacido el 26 de octubre de 1956) es un biólogo molecular, evolutivo y bioinformatico ruso-estadounidense, investigador principal del Centro Nacional para la Información Biotecnológica (NCBI). Es un reconocido experto en los campos de la biología evolutiva, la biología molecular y la bioinformatica.

## Educación
Koonin obtuvo una maestría en ciencias en 1978 y un doctorado en 1983 en biología molecular, ambos en el Departamento de Biología de la Universidad Estatal de Moscú. Su tesis doctoral, se tituló "Organización multienzimática de los complejos de replicación del virus de la encefalomiocarditis" y fue supervisada por Vadim I. Agol. Koonin tiene un número de Erdős igual a 2.

## Carrera
Desde 1985 hasta 1991, Koonin trabajó como científico investigador de bioinformatica en los Institutos de Poliomielitis y Microbiología de la Academia de Ciencias Médicas de la URSS, estudiando bioquímica de virus y genética bacteriana. En 1991, Koonin se trasladó al NCBI, donde ocupa un puesto de investigador principal desde 1996.
Koonin ha trabajado como profesor adjunto en el Instituto de Tecnología de Georgia, la Universidad de Boston y la Universidad de Haifa.
A partir de 2014, Koonin forma parte del consejo editorial asesor de Trends in Genetics, y es coeditor en jefe de la revista de acceso abierto Biology Direct. Se desempeñó en el consejo editorial de Bioinformática desde 1999 hasta 2001. Koonin también es miembro del consejo asesor en bioinformática en la Facultad de 1000.
En 2016 fue elegido miembro de la Academia Nacional de Ciencias y el programa Semantic Scholar incluyó a Koonin en su lista de los diez investigadores de biología más influyentes.

## Investigación
Koonin se centra en investigar:
- Genómica empírica comparativa y evolutiva: comparación de genomas procariotas y eucariotas con el objetivo de predecir funciones de genes, construir escenarios evolutivos para familias de genes particulares y categorías funcionales, y descifrar tendencias evolutivas generales. Un fenómeno evolutivo que le interesa particularmente es la transferencia horizontal de genes entre diversos organismos, en particular, desde procariotas a eucariotas y viceversa. Uno de los resultados importantes de la investigación en esta área es el sistema de clústeres de genes ortólogos (COG).
- Exploración del "Árbol de la vida": análisis comparativo de árboles filogenéticos para genes individuales e identificación de tendencias comunes entre ellos. Desarrollo de enfoques más completos para la representación de la evolución del genoma que combinen tendencias en forma de árbol y de red.
- Explotación de comparaciones de genomas, en particular, aquellos entre genomas relativamente cercanos, para abordar cuestiones fundamentales de la biología evolutiva, como la naturaleza e intensidad de la adaptación y selección en diferentes categorías de genes y diferentes linajes de organismos.
- Clasificación y análisis evolutivo de dominios de proteínas y arquitecturas de dominios. Una dimensión importante en este tipo de investigación es el descubrimiento de dominios "nuevos" que son compartidos por muchas proteínas diversas pero que no se han definido previamente.
- Origen y evolución de los virus.
- Principios físicos generales de la evolución.
- Modelado matemático de la evolución.

Koonin se destaca por ser uno de los mayores aportadores al origen y evolución de los virus y a su taxonomía actual. Así como también en la transferencia horizontal de genes en organismos celulares y los elementos genéticos móviles. Sus ideas con respecto al origen y evolución de los virus se mezclan con las hipótesis del del escape y el virus primero. Koonin al igual que la mayoría de los biólogos no reconoce a los virus y viroides como seres vivos y los considera elementos genéticos móviles ya que son similares a estos en características y están evolutivamente emparentados con ellos.